# Robert Alfred Cloyne Godwin-Austen
Robert Alfred Cloyne Godwin-Austen (17 mars 1808-25 novembre 1884) est un géologue britannique.

## Biographie
Il est le fils aîné de Sir Henry E. Austen. Il étudie à l'Oriel College dont il devient diplômé en 1830. En 1833, il se marie avec la fille unique du général Sir Henry T. Godwin et il prend le nom additionnel de Godwin. À Oxford, il est l'élève de William Buckland et il commence à s'intéresser à la géologie. C'est à cette époque qu'il fait la connaissance de Henry De la Beche. Il l'assiste dans la création d'une carte géologique des environs de Newton Abbot qui sera incluse dans le levé géologique de Grande-Bretagne. Il écrit aussi un mémoire On the Geology of the South-East of Devonshire -- sur la géologie du sud-ouest du Devonshire.
Son attention se porte ensuite sur les couches rocheuses du Crétacé du Surrey. Plus tard, il travaille sur les accumulations superficielles qui bordent la Manche et sur les blocs erratiques de Selsey. En 1855, il présente devant la Geological Society of London une contribution intitulée « On the possible Extension of the Coal-Measures beneath the South-Eastern part of England » dans lequel il considère, sur des bases théoriques solides, la vraisemblance de l'extension des houillères dans cette région. Dans cette étude, il défend aussi l'origine fluviale des vieux grès rouges trouvés en Écosse, au pays de Galles et en Angleterre ainsi que les relations entre cette formation géologique et le Dévonien, le Silurien et le Carbonifère.
Il est élu membre de la Royal Society en 1849. La Société géologique de Londres lui décerne la médaille Wollaston en 1862. Il meurt à Shalford House, près de Guildford.
Son fils Henry Haversham Godwin-Austen est aussi géologue.